# Ineni
Ineni (někdy překládaný jako Anena) byl staroegyptský architekt a vládní úředník 18. dynastie, zodpovědný za významné stavební projekty za vlády faraonů Amenhotepa I., Thutmose I., Thutmose II. a během společné vlády Hatšepsut a Thutmose III. Zastával mnoho funkcí, například správce sýpek, správce královských budov, správce dělníků nebo správce pokladnic v Karnaku.

## Život
Pocházel ze šlechtické rodiny a svou kariéru architekta zahájil pravděpodobně za Amenhotepa I. Ten ho pověřil rozšířením chrámu v Karnaku. Součástí rozšíření byla i bárková svatyně Amona a nová pokladnice. Pravděpodobně dohlížel také na stavbu hrobky Amenhotepa I. a jeho zádušního chrámu. Chrám byl jako první oddělen od vlastní hrobky, pravděpodobně proto, aby nepřitahoval pozornost k pohřebišti. Amenhotep I. zemřel dříve, než mohla být pokladnice dokončena, ale jeho nástupce Thutmose I. se rozhodl Ineniho ve svých službách ponechat.
Thutmose I. byl vášnivým stavitelem a za své vlády nechal vybudovat mnoho staveb, včetně první hrobky vytesané v Údolí králů. Mnoho projektů pod jeho dohledem se uskutečnilo v chrámu v Karnaku. Mezi tyto práce patřily čtvrtý a pátý pylon, četné dvory a sochy, dokončení rozšíření pokladnice, které započal Amenhotep I., a hypostylová hala z cedrového dřeva postavená v Karnaku na památku vítězství Thutmose I. nad Hyksósy.
Po smrti Thutmose I. si ho opět ponechala královská rodina. Během vlády královny Hatšepsut získal významnější zakázky nový královský architekt Senemut, zejména stavbu její márnice v Dér el-Bahrí. Ineni však nadále dohlížel na několik staveb, které královna Hatšepsut zadala, a pravděpodobně s ním konzultovala i mnoho dalších. Současníci ho považovali za jednoho z jejích dvorních oblíbenců a stély na stěnách jeho hrobky o ní hovoří vlídně.
Zemřel před nástupem Thutmose III. na trůn ve 22. roce Hatšepsutiny vlády. Jeho hrobka byla jednou z mála staveb, kde Hatšepsutino jméno nebylo vytesáno nebo nahrazeno, snad z úcty k němu.